# Lyla (album)
Pour les articles homonymes, voir Lyla (homonymie).
Albums de Avishai Cohen
Unity
(2001) At Home
(2004)
Lyla est un album d'Avishai Cohen paru en 2003.

## Liste des titres
1. Ascension
2. Lyla
3. How Long
4. Watcher
5. Evolving Etude
6. Structure in Emotion
7. Handsonit
8. Come Together
9. How Long (Reflected)
10. Eternal Child
11. Simple Melody

Le morceau Come Together est une reprise des Beatles (de l'album Abbey Road) et Watcher est une reprise de la chanson The Watcher du rappeur Dr. Dre.